# 韓百謙
韓百謙（1552年—1615年）是朝鲜王朝中期的文臣和学者。本贯淸州韓氏，字鳴吉(명길)，号久菴(구암)。
在任期间主持实施新收米法。新收米法首先在京畿道推行，规定以前向宫房和中央各司缴纳的常贡一律改为征收大米，即为大同法，税米也叫大同米。